# 樊猛
樊 猛（はん もう、生没年不詳）は、南朝梁から陳にかけての軍人。字は智武。本貫は南陽郡湖陽県。

## 経歴
梁の益州刺史の樊文熾の子として生まれた。成長すると弓や馬を得意とし、胆気は人にすぐれた。青渓の戦いでは日の出から日没まで白兵戦を戦い抜き、多くの敵を殺傷した。建康が侯景により落とされると、樊猛は兄の樊毅に従って江陵にうつり、戦功を重ねて威戎将軍となった。梁の南安侯蕭方矩が湘州刺史となると、樊猛はその下で司馬となった。武陵王蕭紀が挙兵して東下すると、樊猛は蕭方矩の命を受けて湘州・郢州の兵を率い、都督の陸法和の下で進軍して蕭紀の東下をはばんだ。蕭紀の率いる楼船・戦艦が長江を下って巴東にいたり、陸法和とのあいだで峡口をめぐって争い対峙した。陸法和は樊猛に驍勇3000人を軽舸100隻あまりに分乗させて蕭紀の不意を襲わせると、樊猛は蕭紀の旗艦に乗り込んで蕭紀父子3人を捕らえ、船中で斬った。功により游騎将軍の位を受け、安山県伯に封じられた。凱旋すると、持節・散騎常侍・軽車将軍・司州刺史に転じ、爵位は侯に進んだ。
永定元年（557年）、陳の周文育らが沌口で王琳に敗れて捕らえられた。王琳は勝利に乗じて南中諸郡の経略に乗り出し、樊猛は李孝欽らとともに兵を率いて豫章を攻め、周迪に迫ったが、敗れて周迪に捕らえられた。まもなく王琳のもとに逃げ帰った。王琳が敗れて北斉に亡命すると、樊猛は陳に帰順した。天嘉2年（561年）、通直散騎常侍・永陽郡太守に任じられた。安成王府司馬に転じた。光大元年（567年）、壮武将軍・廬陵郡内史となった。太建元年（569年）、武毅将軍・始興平南府長史に転じ、長沙郡内史を兼ねた。太建2年（570年）、章昭達の下で江陵を攻撃し、軍を峡谷にひそませて、北周の軍艦を焼き討ちにした。戦功により富川県侯に封じられた。散騎常侍を経て、使持節・都督荊信二州諸軍事・宣遠将軍・荊州刺史に転じた。入朝して左衛将軍の位を受けた。
至徳4年（586年）、使持節・都督南豫州諸軍事・忠武将軍・南豫州刺史に任じられた。隋の韓擒虎が南征してくると、樊猛は建康に入り、六男の樊巡に南豫州の事務を代行させた。韓擒虎が進軍して南豫州を攻め落とすと、樊巡と家族らはそろって捕らえられた。樊猛は陳の左衛将軍蒋元遜とともに青龍80隻を率いて水軍とし、白下で隋軍の侵攻を防いだ。後主は樊猛の妻子が隋軍の側にあることを知り、裏切りを懸念して水軍の指揮を任忠に代えさせようとしたが、蕭摩訶の進言で樊猛の意をさとって取りやめた。禎明3年（589年）、隋に入った。

## 伝記資料
- 『陳書』巻31 列伝第25
- 『南史』巻67 列伝第57